# Rämismühle
Rämismühle är en ort i kommunen Zell i kantonen Zürich, Schweiz. 